# Une jeune femme de Berg-op-Zoom et une fille de Goes
Une jeune femme de Berg-op-Zoom et une fille de Goes est un dessin à la pointe d'argent sur papier préparé réalisé en 1520 par Albrecht Dürer, peintre et graveur de la Renaissance allemande. Il fait partie de l'album de voyage aux Pays-Bas de l'artiste, et figure au verso de la feuille où Une jeune et une vieille femme de Berg-op-Zoom est dessiné au recto. Cette feuille est conservée au musée Condé à Chantilly.

## Histoire
En entreprenant son voyage aux Pays-Bas, l'un des principaux buts de Dürer est de se rendre à Aix-la-Chapelle, où le nouvel empereur Charles Quint va se faire couronner, pour négocier le prolongement de la pension que lui avait octroyé Maximilien Ier (empereur du Saint-Empire). Entre le 3 et le 7 décembre 1520, il réside chez Jan de Haas, aubergiste à Berg-op-Zoom. Comme à son habitude, il fait, ainsi que nous l'apprend son journal, des portraits pour remercier ses hôtes, et éventuellement les payer (en l'occurrence des fusains représentant Jan de Haas, sa femme et ses deux filles), mais en trace aussi dans son propre carnet.

## Analyse
La femme de droite a une coiffe similaire aux deux femmes du dessin au recto, originaire elle aussi de Berg-op-Zoom et peut-être de l'entourage de l'aubergiste.
En s'enfonçant en Zélande, Dürer parvient à Goes, où il « dessin[e] une jeune fille en costume du pays » le 8 décembre 1520, d'après son journal. Tracée dans un second temps, elle prend place à côté de la femme de Berg-op-Zoom en se glissant derrière son épaule. Elle adresse un regard direct, presque effronté, à l'artiste qui la croque et qui admire la coiffe si particulière, comme relevée en visière, témoignant de l'intérêt presque ethnographique dont il est parfois habité.